# CASA C-101
CASA C-101 Aviojet – hiszpański, odrzutowy samolot szkoleniowy używany przez siły powietrzne Hiszpanii, Chile, Hondurasu i Jordanii. W ramach Hiszpańskich Sił Powietrznych, samolotu używają także piloci zespołu akrobacyjnego Patrulla Aguila.

## Historia
Samolot został zaprojektowany w 1975 r. w odpowiedzi na zapotrzebowanie Hiszpańskich Sił Powietrznych na szkoleniowy samolot odrzutowy, który mógłby zastąpić starzejącą się flotę maszyn typu Hispano HA-200. Tak, jak większość tego typu konstrukcji europejskich, miał zapewnić także ograniczone zdolności ofensywne. Dzięki pomocy technicznej ze strony firm MBB oraz Northrop, CASA wyprodukowała samolot nie odbiegający znacznie od innych konstrukcji o podobnych zastosowaniach. Cechą wyróżniająca jest natomiast wewnętrzna komora uzbrojenia, która umożliwia załadowanie bardziej zróżnicowanego zestawu uzbrojenia niż umożliwiałyby jedynie pylony podskrzydłowe. Komora może być również wykorzystana do przenoszenia sprzętu rozpoznawczego. Samolot jest zaprojektowany modułowo, w celu ułatwienia produkcji i utrzymania.
Pierwszy lot odbył się 29 czerwca 1977, ale faktyczna faza lotów testowych rozpoczęła się dopiero 17 kwietnia 1978. Osiągi samolotu okazały się wyższe od przewidywanych przez projektantów maszyny. Hiszpańskie Siły Powietrzne zamówiły 60 maszyn typu oznaczanego przez CASA jako C-101EB-01 i jako E-25 Mirlo przez siły powietrzne. Samolot wszedł na wyposażenie hiszpańskich wojsk lotniczych 17 stycznia 1980 roku. Pierwsze cztery egzemplarze zostały dostarczone do Academia General del Aire (Akademii Sił Powietrznych).
Kolejnym wersją samolotu była C-101BB-02 – samolot szkoleniowy, przystosowany do zastosowań szturmowych z podniesionymi parametrami silnika. Cztery samoloty tej wersji zostały zakupione przez Chile a kolejnych osiem złożonych na miejscu przez ENAER. W Chile, samoloty te noszą oznaczenie T-36 Halcon (Sokół). Niemal identyczna wersja C-101BB-03 jest produkowana dla sił powietrznych Hondurasu.
W roku 1983 CASA oblatała wersję o przeznaczeniu wyłącznie szturmowym – C-101CC-02 – ponownie dla sił powietrznych Chile. W tym przypadku, hiszpańska fabryka wybudowała jedynie prototyp, a pozostałe 22 maszyny zmontowane zostały w zakładach ENAER. W wersji tej, ponownie podniesiono parametry silników, a także zwiększono ilość zabieranego paliwa. Nosi ona oznaczenie A-36 Halcon.
Szesnaście maszyn w wersji C-101CC-04 zostało sprzedanych Jordanii.
Ostatnią wersją C-101 zaprezentowaną w 1985 roku przez CASA była C-101DD. Zastosowano w niej mocno polepszoną awionikę oraz dodano możliwość przenoszenia pocisków powietrze-ziemia typu AGM-65 Maverick. Nie otrzymano jednak żadnych zamówień na tę wersję.
29 lipca 2022 roku C-101 w służbie hiszpańskich sił powietrznych, odbyły swój ostatni lot szkoleniowy. Na pokładzie trzech maszyn siedzieli kursanci 74. promocji Akademii Sił Powietrznych. Na rzecz hiszpańskich sił, samoloty wylatały 285 tysięcy godzin. W procesie szkoleniowym, C-101 zostały zastąpione przez zakupione Pilatus PC-21.

## Operatorzy
| Kraj      | Operator                   | Wersja     | Liczba |
| --------- | -------------------------- | ---------- | ------ |
| Hiszpania | Ejército del Aire          | C-101EB-01 | 88     |
| Chile     | Fuerza Aérea de Chile      | C-101CC-02 | 23     |
| Chile     | Fuerza Aérea de Chile      | C-101BB-02 | 12     |
| Honduras  | Fuerza Aérea Hondureña     | C-101BB-03 | 4      |
| Jordania  | Jordańskie Siły Powietrzne | C-101CC-04 | 16     |